# Schlepperei
Schlepperei ist seit 2005 ein Straftatbestand im österreichischen Fremdenpolizeigesetz (§ 114 FPG).

## Gesetzliche Regelung

### Bedeutung
Wer die rechtswidrige Einreise oder Durchreise eines Fremden in oder durch einen Mitgliedstaat der Europäischen Union oder Nachbarstaat Österreichs mit dem Vorsatz fördert, sich oder einen Dritten durch ein dafür geleistetes Entgelt unrechtmäßig zu bereichern, ist vom Gericht mit Freiheitsstrafe bis zu zwei Jahren zu bestrafen (§ 114 Abs. 1 FPG).
Es handelt sich dabei um ein Delikt aus dem Bereich der Grenzkriminalität, dessen zentrales Merkmal die illegale Überschreitung einer Staatsgrenze ist.
Fremder ist, wer die österreichische Staatsbürgerschaft nicht besitzt, Einreise bedeutet das Betreten und Ausreise das Verlassen des Bundesgebietes. Durchreise heißt das Durchqueren des Bundesgebietes samt den hiefür unerlässlichen Unterbrechungen (§ 2 Abs. 4 Nr. 1–3 FPG).

### Entstehungsgeschichte
Einzug in das österreichische Rechtssystem fand die Schlepperei erstmals 1990 in das damalige Fremdenpolizeigesetz. §§ 14, 14a FPG a.F. enthielten einen verwaltungsstrafrechtlichen und einen strafgerichtlichen Tatbestand für Schlepperei. Die Stammfassung der Straftatbestände der Schlepperei stellte sowohl im verwaltungsstrafrechtlich sanktionierten Grund- als auch im gerichtlich sanktionierten Qualifikationstatbestand auf die Entgeltlichkeit der Förderung der rechtswidrigen Ein- oder Ausreise ab.
1992 wurde die Schlepperei in das Fremdengesetz übernommen und deutlich erweitert (§§ 80, 81 FrG). Zum einen fiel die Entgeltlichkeit der Förderung der rechtswidrigen Ein- oder Ausreise als Tatbestandsvoraussetzung weg; strafbar war nunmehr jede Förderung der rechtswidrigen Ein- oder Ausreise. Zum anderen war der eigene Vorteil des Schleppers keine Voraussetzung mehr für die verwaltungsbehördliche, sondern nur noch für die gerichtliche Strafbarkeit der Schlepperei; eine unrechtmäßige Bereicherung des Schleppers war aber auch für die gerichtliche Strafbarkeit weiter nicht erforderlich.
In das Strafgesetzbuch kam 1996 der zusätzliche Straftatbestand der Ausbeuterischen Schlepperei hinzu (§ 104a StGB a.F.).
1997 gab der Gesetzgeber das Nebeneinander gerichtlich und verwaltungsbehördlich strafbarer Tatbestände auf und schuf eine Regelung, die vollständig dem gerichtlichen Strafrecht zugewiesen wurde. Die ausbeuterischen Schlepperei gemäß § 104 a StGB entfiel. § 104 Fremdengesetz schuf den neuen einheitlichen Tatbestand der Schlepperei.
Das Fremdenpolizeigesetz 2005 übernahm die Strafbestimmung des § 104 des Fremdengesetzes mit einer wesentlichen Erweiterung der Strafbarkeit in § 114 FPG. Dies erfolgte im Hinblick auf den Rahmenbeschluss (2002/946/JI) des Rates vom 28. November 2002 betreffend die Verstärkung des strafrechtlichen Rahmens für die Bekämpfung der Beihilfe zur unerlaubten Ein- und Durchreise und zum erlaubten Aufenthalt und die Richtlinie 2002/90/EG des Rates vom 28. November 2002 zur Definition der Beihilfe zur unerlaubten Ein- und Durchreise und zum unerlaubten Aufenthalt.
Art. 1 Abs. 1 lit. a der Richtlinie 2002/90/EG legte fest, dass jeder Mitgliedstaat angemessene Sanktionen für diejenigen festzulegen hat, „die einer Person, die nicht Angehörige eines Mitgliedstaats ist, vorsätzlich dabei helfen, in das Hoheitsgebiet eines Mitgliedstaats unter Verletzung der Rechtsvorschriften des betreffenden Staates über die Einreise oder die Durchreise von Ausländern einzureisen oder durch dessen Hoheitsgebiet zu reisen.“
2009 wurde das Delikt der Schlepperei erneut in einen verwaltungsbehördlichen und einen gerichtlichen Straftatbestand geteilt. Wer wissentlich die rechtswidrige Einreise oder Durchreise eines Fremden in oder durch einen Mitgliedstaat der Europäischen Union oder Nachbarstaat Österreichs fördert, begeht eine Verwaltungsübertretung (§ 120 Abs. 3 Z1 FPG), § 114 FPG enthält den Straftatbestand der Schlepperei.

## Deutschland
In Deutschland ist die Einschleusung von Ausländern strafbar. Das deutsche Aufenthaltsgesetz enthält in den § 96, § 97 AufenthG entsprechende Straftatbestände. Mit Freiheitsstrafe von sechs Monaten bis zu zehn Jahren wird bestraft, wer einen anderen anstiftet oder ihm dazu Hilfe leistet, unerlaubt in das Bundesgebiet einzureisen. Mit Freiheitsstrafe nicht unter fünf Jahren wird bestraft, wer dabei den Tod eines anderen Menschen verursacht. Wird der Tod mindestens leichtfertig verursacht, so ist die Strafe lebenslange Freiheitsstrafe oder Freiheitsstrafe nicht unter 10 Jahren.
Zentraler Unterschied ist, dass nur in Österreich – einem typischen Transitland – die illegale Durchreise explizit miterfasst ist.

## Schweiz
Art. 116 des Ausländergesetzes (AUG) stellt die Förderung der rechtswidrigen Ein- und Ausreise sowie den rechtswidrigen Aufenthalt unter Strafe. Im Unterschied zur österreichischen Regelung beschränkt sich das nicht auf die Gewinnabsicht. Sie wird mit bis zu einem Jahr Haft oder Geldstrafe bestraft, es kann aber in leichten Fällen nur eine Buße ausgesprochen werden (Z. 2). Absicht, sich oder einen andern unrechtmäßig zu bereichern, wie auch Bandenkriminalität führt verschärfend zu bis zu fünf Jahren Freiheitsstrafe und Geldstrafe (Z. 3).